# Alyson Charles
Pour les articles homonymes, voir Charles.
Alyson Charles, née le 30 octobre 1998 à Montréal, est une patineuse de vitesse sur piste courte canadienne.

## Biographie
En 2018, pour sa première participation au circuit de Coupe du monde, elle remporte quatre médailles : une d'or au 1 000 m à Salt Lake City et trois de bronze dont une au relais féminin.